# QDM

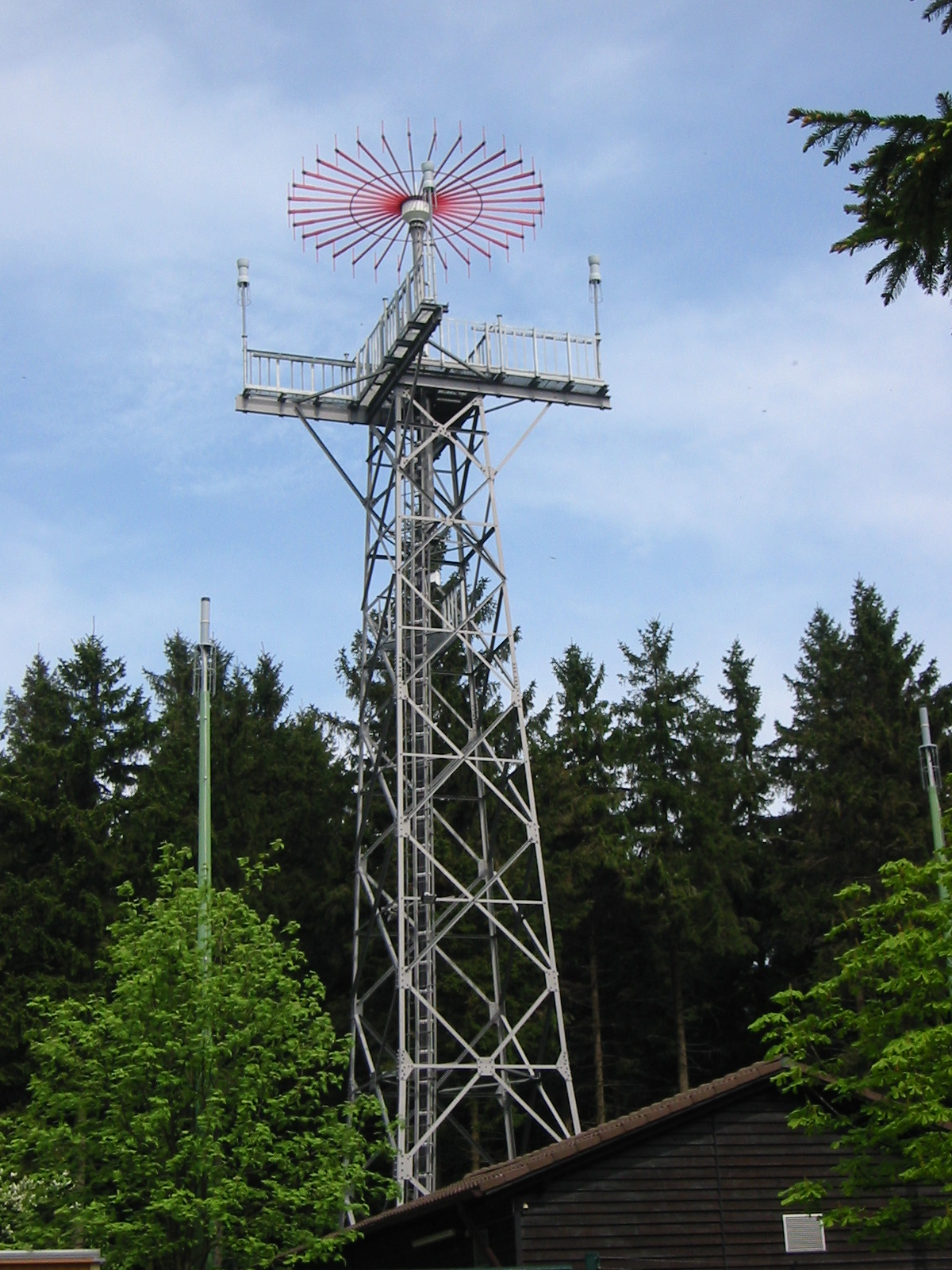
Image d'une antenne radar

Le QDM est un code qui signifie « mon relèvement magnétique  est ? » selon le code Q. 

## Usage en aéronautique
Pour un article plus général, voir Radionavigation.
En aéronautique, le QDM est le relèvement magnétique de la station par l'aéronef ou la route magnétique à suivre pour rejoindre la station ; à ce titre, il peut être, par exemple, demandé par un aéronef à la tour de contrôle de l'aéroport où il veut se rendre. Ce code est tiré du code Q. Il n'est pas utilisé dans la phraséologie officielle.
Une balise radioélectrique permet de définir 360 radials de 0° à 360° de un en un degré. Le radial pointé vers le nord est le 0 ou 360, vers l'est le 090, vers le sud le 180, et vers l'ouest le 270. Chaque radial est une demi-droite et il ne faut pas confondre, par exemple, le radial 200 avec le radial 020.
QDM = QDR ± 180°
Exemple : un aéronef situé à l'ouest d'une station est sur le QDM 090° et sur le QDR 270°.